# Cynoscion jamaicensis
O goete (Cynoscion jamaicensis) é uma espécie sul-americana de peixe teleósteo perciforme da família dos cienídeos. Tais animais chegam a medir até 30 cm de comprimento, possuindo corpos prateados, com o dorso escuro e ventre mais claro. Também são chamados de boca-mole, boca-torta, gorete-de-pedra, papa-terrinha, pescada-chata, pescada-enchova, pescada-manteiga e piramembeca.